# Goniocyclops silvestris
Goniocyclops silvestris är en kräftdjursart som beskrevs av Harding 1958. Goniocyclops silvestris ingår i släktet Goniocyclops och familjen Cyclopidae. Inga underarter finns listade i Catalogue of Life.